# Хриплин (станція)
Хри́плин — вузлова дільнична залізнична станція 2-го класу Івано-Франківської дирекції Львівської залізниці на перетині трьох неелектрифікованих ліній Ходорів — Хриплин, Хриплин — Коломия та Хриплин — Делятин між станціями Івано-Франківськ (4 км), Братківці (8 км) та Марківці (8,5 км). Розташована в селі Хриплин Івано-Франківського району Івано-Франківської області. 

## Історія
Станція відкрита у 1866 році. 
У 1880-х роках станція стала однією з тих, через які пролягла залізниця Станиславів — Гусятин.
Після будівництва галицької дільниці Трансверсальної залізниці в селі утворилася вузлова залізнична станція. Чотири напрямки відгалужувалися на Станіслав, Чернівці (через Коломию), Вороненки (через Делятин), Гусятин (через Нижнів, Монастириська, Бучач, Чортків).

## Пасажирське сполучення
На станції Хриплин зупиняються приміські поїзди сполученням:
- Івано-Франківськ — Коломия;
- Івано-Франківськ — Ворохта;
- Івано-Франківськ — Яремче / Рахів.